# Stanisław Skrypij
Stanisław Skrypij, ps. „Andrzej”, „Sylwester” (ur. 16 listopada 1914 w Charkowie, zm. 29 maja 1943 w Warszawie) – działacz ruchu robotniczego, inżynier architekt, dowódca okręgu Gwardii Ludowej.

## Życiorys
Był absolwentem Wydziału Architektury Politechniki Warszawskiej. Od 1932 działał w Związku Niezależnej Młodzieży Socjalistycznej „Życie”, w latach 1936–1939 i 1940–1942 pracował w Wydziale Planowania Miasta Zarządu Miejskiego. Do 1941 mieszkał z rodzicami w domu SM Nauczycieli Szkół Powszechnych przy ulicy Cieszkowskiego 1/3. Był uważany za jednego z najzdolniejszych architektów młodego pokolenia okresu międzywojennego.
Brał udział w walkach obronnych w 1939 jako sierżant podchorąży. W czasie walk w rejonie Lwowa został ranny i przewieziony do szpitala, z którego trafił do niewoli niemieckiej. W 1940 powrócił do Warszawy, wstąpił do Związku Walki Wyzwoleńczej (z którego wystąpił po roku). Na początku 1942 wstąpił do Polskiej Partii Robotniczej i do Gwardii Ludowej. Szybko awansował, już od 18 marca 1942 był członkiem dowództwa Okręgu Warszawa Gwardii Ludowej. W czerwcu tego samego roku został dowódcą Gwardii Ludowej i członkiem Komitetu Dzielnicowego Warszawa Żoliborz. W marcu 1943 został dowodzącym Okręgiem Warszawa Miasto Gwardii Ludowej i członkiem Komitetu Wojewódzkiego PPR. Był uczestnikiem licznych akcji sabotażowych i dywersyjnych m.in. napadu na Bank Kolejowej Kasy Oszczędności w dniu 30 listopada 1942. Gwardia Ludowa pod jego przywództwem wystąpiła ze zbrojną pomocą dla walczących powstańców w getcie warszawskim.
Został aresztowany w nocy z 17 na 18 maja 1943 w budynku przy obecnej ulicy Krechowieckiej 6 w Warszawie, został osadzony na Pawiaku, tam też został rozstrzelany 29 maja 1943. Pochowany na Powązkach (kwatera 226-3-3).

## Ordery i odznaczenia
- Order Krzyża Grunwaldu (pośmiertnie[6])

## Upamiętnienie
- W latach 1961–1991 był patronem ulicy na terenie obecnej dzielnicy Żoliborz w Warszawie. Przed rokiem 1961 ciąg ten nosił nazwę ulicy Malarskiej, obecnie − ulicy Krechowieckiej[7].
- W latach 1974−2023 był patronem Szkoły Podstawowej z oddziałami integracyjnymi nr 214 w Warszawie[8][9].